# Kamie Ethridge
Mary Camille „Kamie” Ethridge (ur. 21 kwietnia 1964 w Hereford) – amerykańska koszykarka, występująca na pozycji rozgrywającej, mistrzyni olimpijska oraz świata, po zakończeniu kariery zawodniczej trenerka koszykarska, członkini Żeńskiej Galerii Sław Koszykówki. Od 2018 trenerka drużyny akademickiej Washington State Cougars.

## Osiągnięcia
Na podstawie, o ile nie zaznaczono inaczej.

### NCAA
- Mistrzyni:
  - NCAA (1986)
  - turnieju konferencji Southwest (SWC – 1983–1986)
  - sezonu regularnego konferencji Southwest (1983–1986)
- Uczestniczka rozgrywek:
  - Elite 8 turnieju NCAA (1983, 1984, 1986)
  - Sweet 16 turnieju NCAA (1983–1986)
- MVP finałów NCAA (1986)
- Laureatka:
  - Honda Sports Award (1986)[5]
  - Frances Pomeroy Naismith Award (1986)[6]
  - Wade Trophy (1986)[7]
  - Honda-Broderick Cup (1986)[8]
- Zaliczona do I składu Kodak All-American (1985, 1986)

### Indywidualne
- Wybrana do: 
  - Żeńskiej Galerii Sław Koszykówki (2002)[9]
  - Texas Women's Athletics Hall of Honor (2000)
  - Galerii Sław Sportu Texas Women's Athletic Hall of Fame (2000)
  - składu dekady konferencji Southwest NCAA – Southwest Conference All-Decade Team

### Reprezentacja
- Mistrzyni:
  - olimpijska (1988)[10]
  - świata (1986)[11]
  - Igrzyska Dobrej Woli (1986)
  - igrzysk panamerykańskich (1983, 1987)
- Wicemistrzyni uniwersjady (1985)

### Trenerskie
Drużynowe
- Mistrzyni:
  - turnieju konferencji NCAA:
    - Pac-12 (2023)
    - Big Sky (2018)
    - North Star (1990)
    - Southeastern (SEC – 1993*, 1995*)

  - sezonu regularnego konferencji NCAA:
    - Big Sky (2018)
    - North Star (1990)
    - Big 12 (2004*, 2008*)
- Uczestniczka rozgrywek:
  - Final Four NCAA (1993*)
  - Elite 8 turnieju NCAA (1992*, 1993*, 1996*)
  - II rundy turnieju NCAA (1990, 1992–1996*)
  - turnieju NCAA (1992–1996*, 1997*, 2002–2005*, 2008–2009*, 2011–2012*, 2021–2023)

Indywidualne
- Trenerka roku:
  - NCAA według magazynu The Athletic (2023)[12]
  - konferencji:
    - Big Sky (2018)
    - Pac-12 (2022)[13]

Reprezentacja
- Wicemistrzyni:
  - Ameryki (2023)[14]
  - świata U–19 (2017)*[15]

(*) – jako asystentka trenera